# Iowa (Volk)

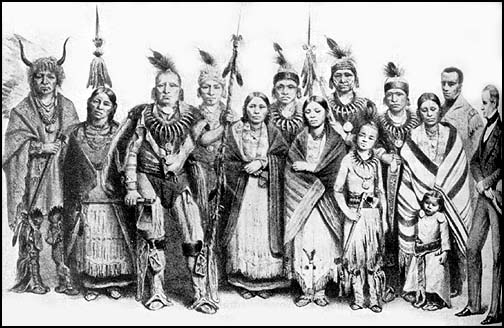
Stich von 1844, der die Iowa darstellt, die 1844 mit George Catlin nach London gingen

Die Iowa oder Ioway (Bah-Kho-Je) sind ein Indianervolk Nordamerikas, das zeitweise im US-Bundesstaat Iowa ansässig war, dem der Stamm seinen Namen gab. Die Volkszählung im Jahr 2000 ermittelte 1.451 Iowa, dazu kamen 76 Nachkommen verschiedener Stämme, 688 Nachkommen weißer und indianischer Vorfahren, und 43 weitere, insgesamt 2.258 Menschen.
Der Name geht auf „ayuhwa“ („schlafend“ oder "einer der schlafen geht") zurück, doch die Selbstbezeichnung war „Pahotcha“ oder „Bah-kho-je“, was so viel wie „Staubgesichter“ oder „Grauer Schnee“ bedeutet.

## Geschichte
Die ältesten bekannten Wohnsitze der Ioway lagen wohl nördlich der Großen Seen. Möglicherweise spalteten sie sich von den Ho-chunk ab, als sie vom Mississippi in die Plains wanderten. Die Karte von Guillaume Delisle aus dem Jahr 1716 zeigt den Wohnsitz der „Aiaouez“ am oberen Missouri. Die Franzosen boten ihnen, da sie in der Region von feindlichen Stämmen bedroht waren, an, bei St. Louis zu siedeln. Der Vater von White Cloud, Man-haw-gaw (Wounding Arrow), führte den Stamm in den Südosten des heutigen Iowa. Doch um 1800 zogen sie wieder Richtung Missouri. Lewis und Clark trafen sie 1804 am Platte River in Minnesota.
Bereits seit dem 17. Jahrhundert waren von den Europäern vertriebene Sauk und Meskwaki, Kickapoo und Anishinabe in die Gebiete der Iowa gezogen. Dabei kam es zu Kriegen. Um 1760 zählte der Stamm rund 1.100 Mitglieder, 1804 nur noch 800. 1819 wurde Man-haw-gaw wohl von einem Sioux getötet.

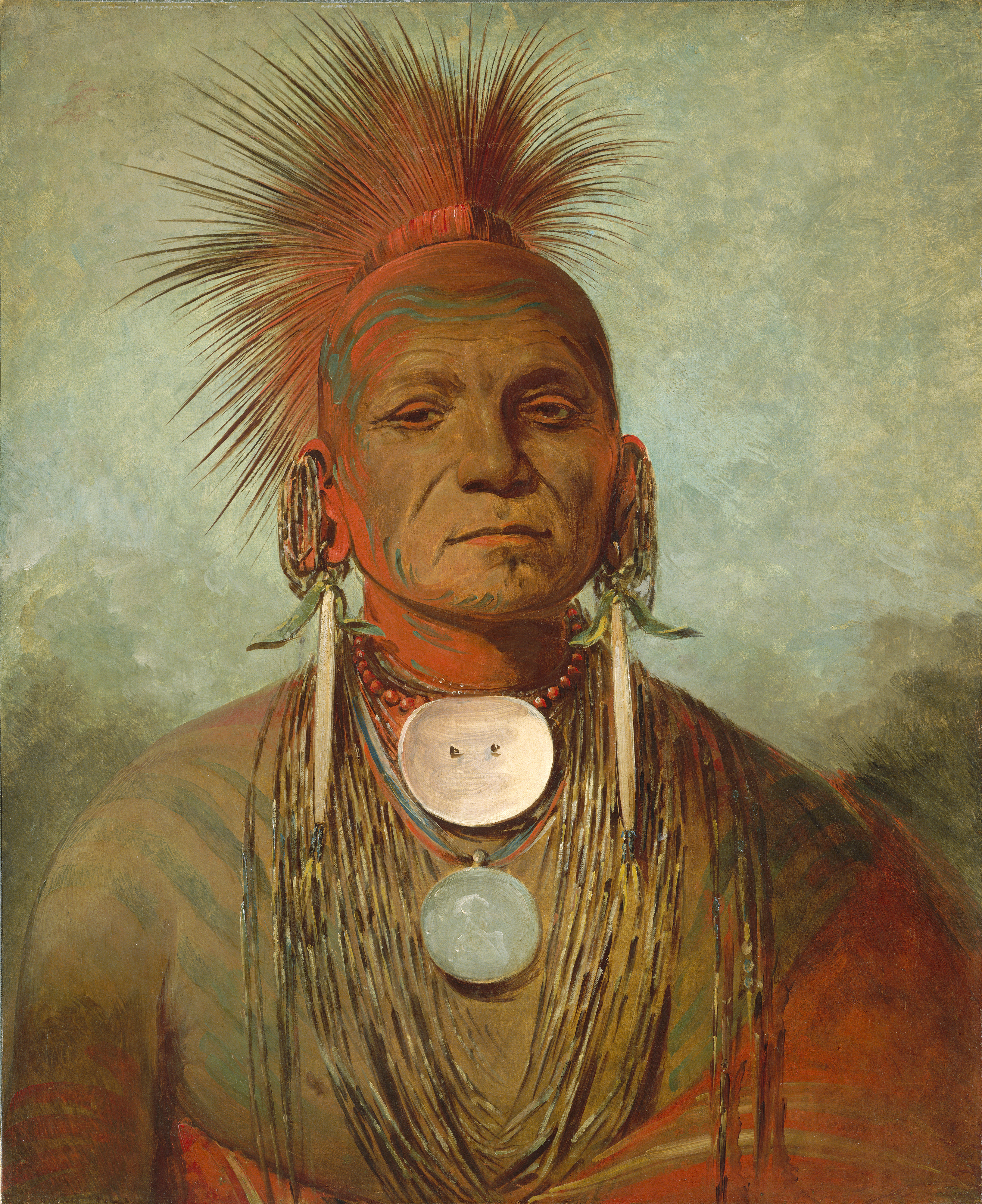
See-non-ty-a, Medizinmann der Ioway, 1844/1845, George Catlin, heute in der National Gallery of Art in Washington

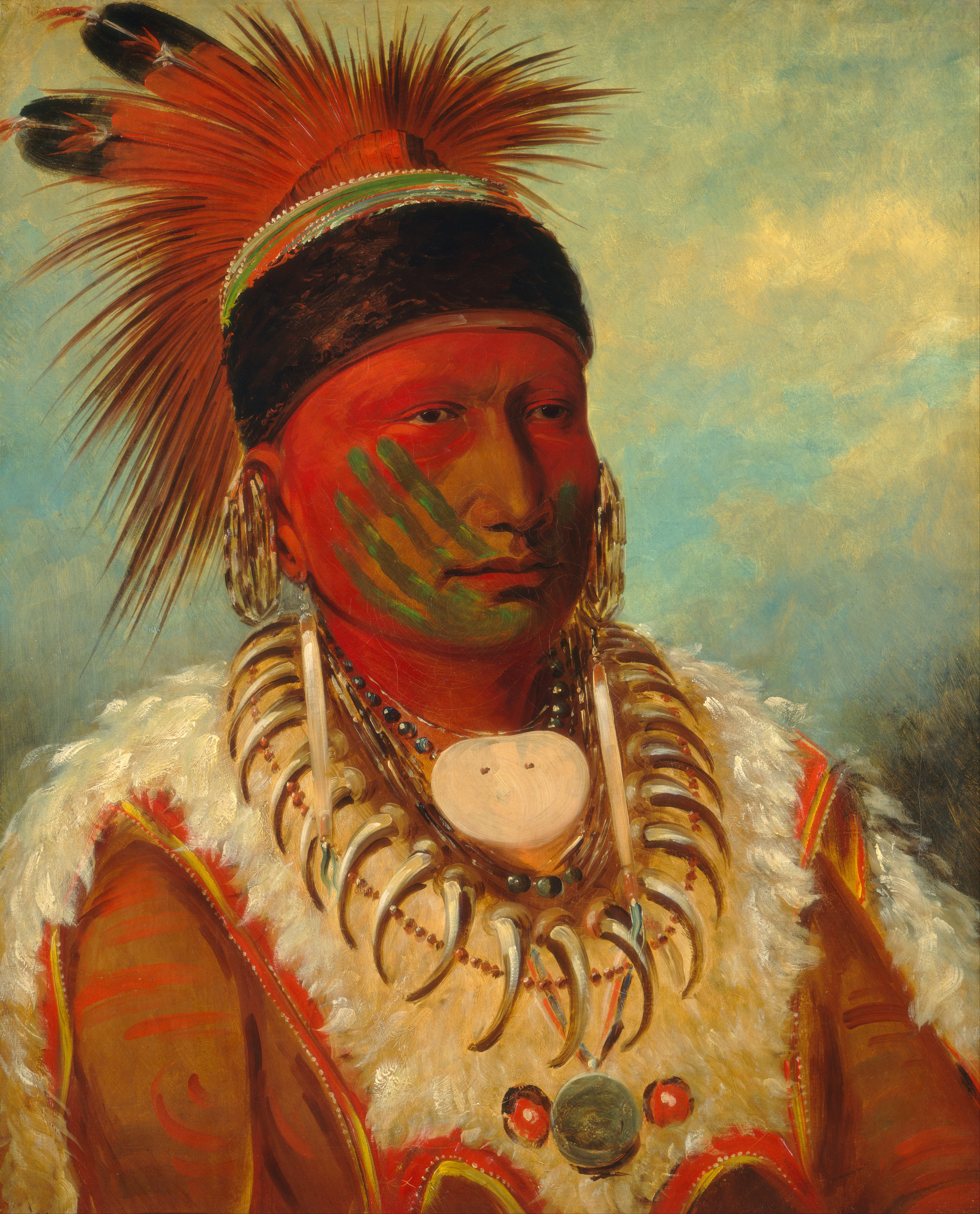
White Cloud, Häuptling der Iowa, 1844/1845

Mit dem Erwerb Louisianas von Frankreich begannen sich die USA 1803 in die Verhältnisse zwischen den Stämmen einzumischen. Der erste Vertrag sah 1805 einen Frieden zwischen den Stämmen vor. Unterzeichner für die Ioway war ein Voi-Ri-Gran. Während des Britisch-Amerikanischen Krieges zwischen 1812 und 1814 waren die meisten Ioway mit den Briten verbündet, doch ein Teil unterstützte zusammen mit den Otoe die Amerikaner. Bereits 1809 hatte der US-Präsident Hard Heart zum Häuptling der Iowa ernannt, obwohl ihnen die Einrichtung eines dauerhaften Häuptlings fremd war. Eine Art Ältestenrat hatte bis dahin die Entscheidungen zu treffen. Mit Hard Heart (auch White Cloud I. genannt) entstand eine Dynastie.
1824 sollten die Ioway in ein Reservat an der heutigen Grenze zwischen Kansas und Nebraska umsiedeln, später dann ins Indianerterritorium in Oklahoma. Ihr Häuptling war zu dieser Zeit Mahaska (Mew-hew-she-kaw, bekannt als White Cloud I.). Er wurde 1824 nach Washington eingeladen. Der Stamm gab in diesem Jahr sein Gebiet auf, außer dem Gebiet am Little Platte River, und verkaufte den Norden Missouris, den sie bis 1826 räumen sollten. Doch führte dieser Vertrag zur Spaltung des Stammes. Einen Teil führte White Cloud, der sich auf die Seite der USA stellte, den Widerstand dagegen führte Great Walker. Diese Gruppe wurde von der amerikanischen Presse „the Pouting Party“ genannt, die „schmollende Partei“. Great Walker weigerte sich bis zu seinem Tod, das Gebiet zu verlassen. Mit dem Vertrag von 1824 schufen die USA ein Niemandsland zwischen den verfeindeten Stämmen der Sioux sowie der Sac und Meskwaki. Die Iowa sollten dabei der im Süden lebenden Gruppe der Meskwaki und Sac zugehören.
Da sich die Stämme jedoch nicht über die Grenzen der Jagdgebiete in Iowa, Missouri und Minnesota einigen konnten, und es dementsprechend immer wieder zu Kämpfen kam, griffen die USA erneut ein, zumal inzwischen klar war, dass die Vertreibung aller Indianer aus dem Gebiet östlich des Mississippi angelaufen war. In einem neuen Vertrag mussten auch die Iowa Gebiete abtreten, in denen zwar keine weißen Siedler leben durften, jedoch behielt sich Washington die Ansiedlung von Indianern aus dem Osten vor. Zudem war den Iowa offenbar gar nicht bewusst, dass sie Land abtreten mussten, denn die Verhandlungen wurden ohne Dolmetscher geführt. 1834 wurde Mahaska von zwei Stammesangehörigen umgebracht, die er wegen eines Überfalls auf die Omaha hatte ausliefern lassen, und die geflohen waren. 
1836 siedelten die Iowa entsprechend einem neuerlichen Vertrag (dem „Platte Purchase“) mit einigen Meskwaki und Sauk an den Missouri um, einige trennten sich von ihnen und zogen 1838 nach Oklahoma. Damit wichen sie dem zunehmenden Druck weißer Siedler aus, aber auch den mit Erobererrechten begründeten Druck der Meskwaki. Zudem wurden sie von dem Indianeragenten Vanderslice in größtem Ausmaß betrogen. Er eignete sich und seiner Verwandtschaft erhebliche Teile des Landes an, und die Ioway waren gezwungen nach Norden zu ziehen, wo sie 1854 um Whitecloud angesiedelt wurden. Im nächsten Jahr teilten die Stämme im Great Nemaha Half-Breed Tract ihr Land auf und verkauften es. Viele von ihnen gingen in der wachsenden Zuwandererbevölkerung auf, manche schlossen sich den Ioway an.
Der Sohn Mahaskas, Häuptling James White Cloud, kämpfte während des Sezessionskriegs in der Armee der Nordstaaten. 1861 wurden zwei Reservate im Grenzgebiet zwischen Kansas und Nebraska eingerichtet, der Westen ihres Gebiets musste abgetreten werden. Ab 1878 zog ein Teil von ihnen nach Oklahoma, in Gebiete im Lincoln-, Payne- und Logan-County, wo der Präsident 1883 die Einrichtung eines Reservats anordnete. Ab 1887 wurde das Land zu individuellem Besitz, so dass bald ein Flickenteppich von indianischem, weißem und Mischlingsbesitz bestand. Ab 1891 fielen die meisten der südlichen Gebiete dem Oklahoma Land Run zum Opfer, so dass auch dieses Stammesgebiet aufgelöst wurde.
In beiden Gegenden leben heute nur noch wenige hundert Iowa. Da sie ein Kasino einrichten konnten, können sie aus den Gewinnen gezielt ihr altes Land zurückkaufen.

## Sprache
Die Iowa sprachen eine Sioux-Sprache namens Chiwere (Báxoje ich'è oder Bah Kho Je). Die letzten Menschen, die die Sprache fließend sprechen konnten, starben Ende 1996, 2008 gab es noch sechs Sprecher, die die Sprache halbwegs fließend beherrschten. Jimm Goodtracks, einer von ihnen, stellte ein Wörterbuch zusammen, und die Sprache soll wieder unterrichtet werden.

## Internetmedien
- Lost Nation: The Ioway (2006), Teaser auf YouTube zum Film
- Interview mit den Produzenten Kelly und Tammy Rundle
- Joann Comer - I Am Ioway